# Ordonnance de Moulins de 1490
Ne pas confondre avec l’ordonnance de Moulins de 1566 réformant la justice.
Ne pas confondre avec l’édit de Moulins de 1566 sur l’inaliénabilité du domaine royal.
L’ordonnance de Moulins est une ordonnance royale signée en 1490 à Moulins, dans le Bourbonnais, par le roi de France Charles VIII.

## Contenu
Cette ordonnance fait partie des textes législatifs qui préfigurent l’ordonnance de Villers-Cotterêts de 1539, en demandant, entre autres, que lors des interrogatoires, les dépositions soient rédigées, non en latin, mais en « en langage françois et maternel, tel que lesdits tesmoins puissent entendre leurs deposicions et on les leur puisse lire et recenser en tel langage et forme qu’ils auront dit et deposé, et ce pour obvier aux abus, fraudes et inconveniens qui se sont trouvez avoir esté faits en telles matieres ».
En 1510, une ordonnance de Louis XII complètera cette ordonnance en imposant que la langue juridique pour tous les actes de justice soit celle du peuple, et non le latin ; de sorte, le droit devait être parlé dans les langues présentes en France à cette époque. Le 10 octobre 1535, cette ordonnance sera étendue au Languedoc par l’ordonnance promulguée à Is-sur-Tille par François Ier.